# دوابا

دوابا شهری در شهرستان گاونگو در استان بازگا در بورکینافاسوی مرکزی است و جمعیت آن ۱۵۳۷ نفر است.